# تيم شيهي
تيموثي باتريك شيهي (من مواليد 18 نوفمبر 1985)  هو سياسي أمريكي ورجل أعمال ورجل إطفاء جوي وعضو سابق في قوات العمليات الخاصة البحرية الأمريكية يشغل منصب عضو مجلس الشيوخ الأمريكي عن ولاية مونتانا منذ عام 2025. أسس شيهي شركة Bridger Aerospace، وهي شركة إطفاء حرائق جوية وإدارة حرائق الغابات، في عام 2014.
ترشح شيهي لانتخابات مجلس الشيوخ الأمريكي لعام 2024 في مونتانا عن الحزب الجمهوري. فاز بترشيح الحزب في 3 يونيو، وهزم جون تيستر، العضو الديمقراطي الحالي الذي شغل المنصب لثلاث دورات، في الانتخابات العامة.